# Kratzen (Werkzeug)

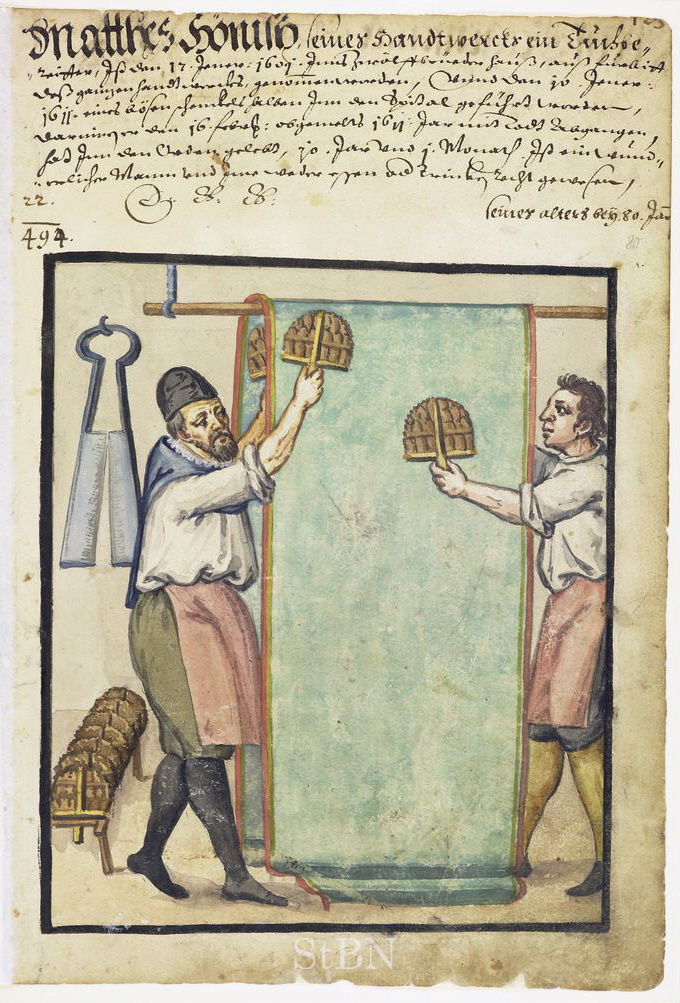
Tuchrauher mit Kratzen bei der Arbeit, weitere Kratzen im Gestell auf dem Boden (1611)

Kratzen, auch Karden genannt, dienen dem Aufrauen von Geweben aus Wolle und Baumwolle, insbesondere in der Tuchmacherei. Es handelt sich um einen abschließenden Veredelungsprozess in der Textilindustrie, durch den die Ware einen weicheren Griff und eine größere Wärmeisolierfähigkeit erhält.
Seit etwa dem Beginn des 20. Jahrhunderts bestehen sie aus Drahthäkchen, die auf Lederbändern montiert sind. Davor und z. T. auch heute noch (z. B. im Unternehmen Lodenwalker) wurden die Fruchtstände der Weberdistel verwendet. Aufgrund dieser Verwendung war die sogenannte Weberkarde (Kardendistel, Weberdistel) das Zunftzeichen der Tuchmacher.
Damit das Gewebe beim Aufrauen nicht zerrissen wird, sondern nur eine flauschige Oberflächenstruktur erhält, wird entweder die Rauherkratze (Kardierbürste) von Hand über die Textilie gerollt oder die Textilie durch rotierende Kratzen gezogen.

## Geschichte

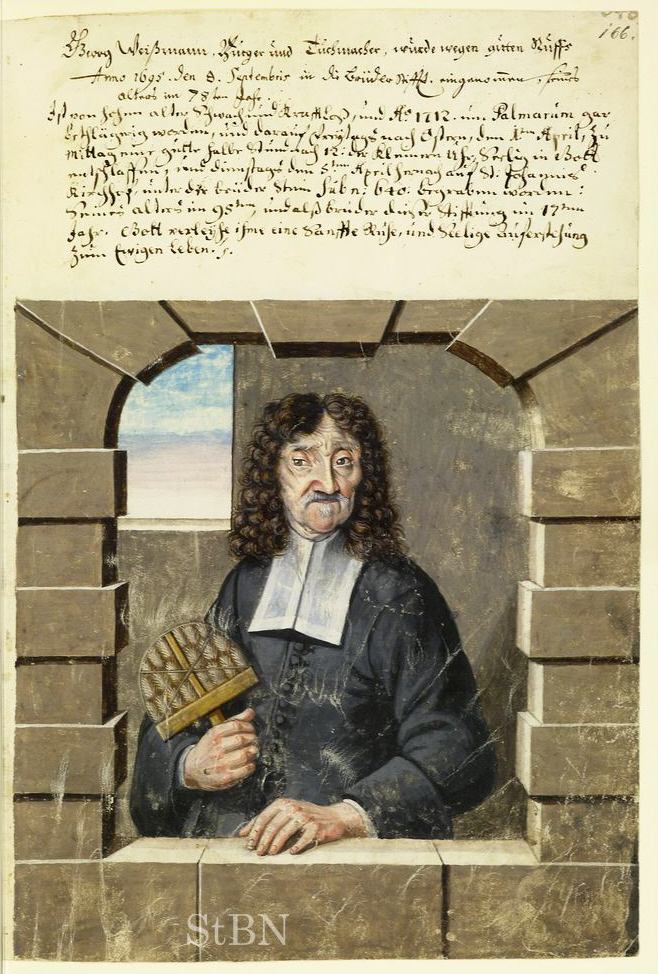
Tuchrauher mit Kratze (1695)

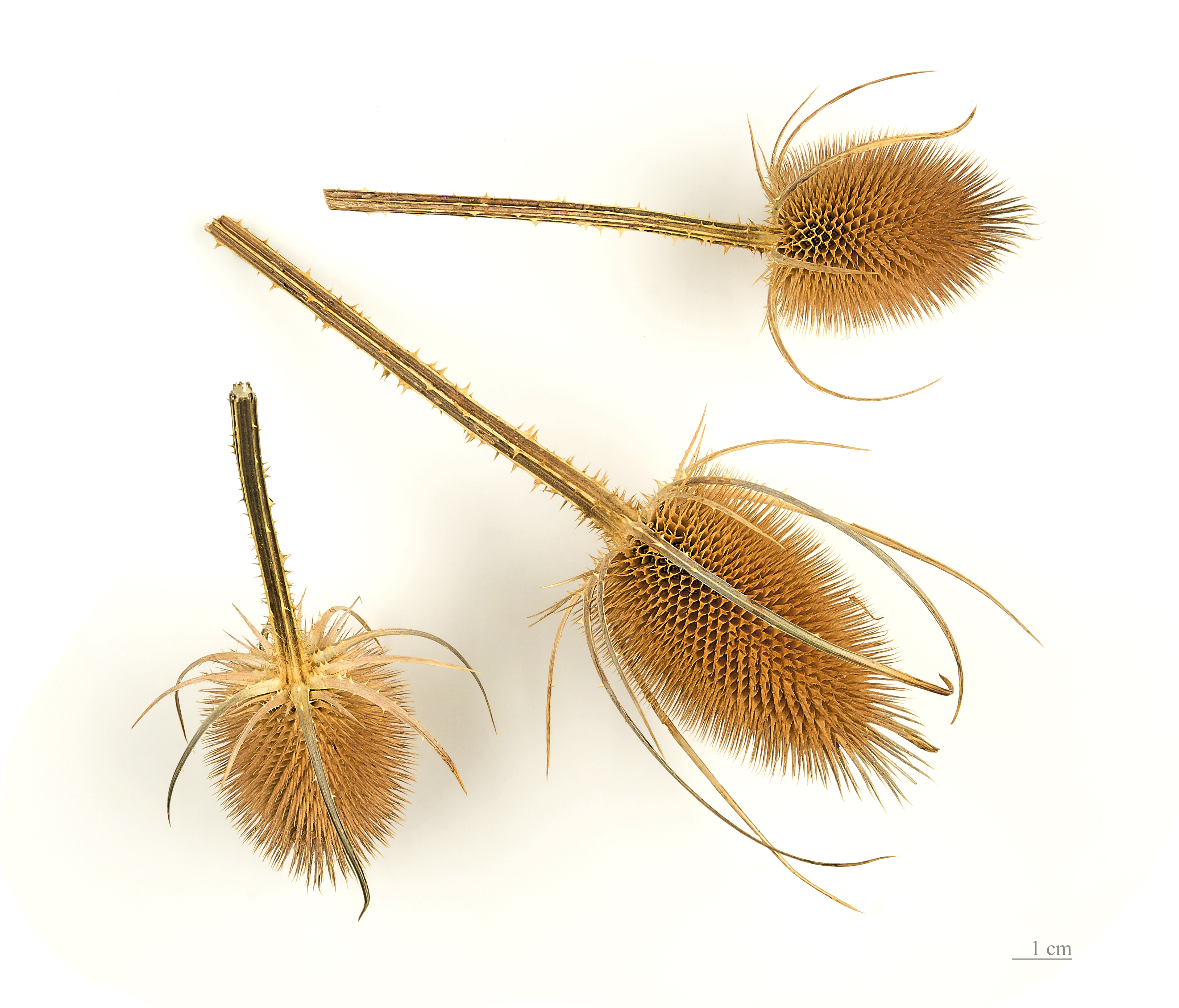
Getrockneter Fruchtstand der Weberkarde mit natürlichen Häkchen

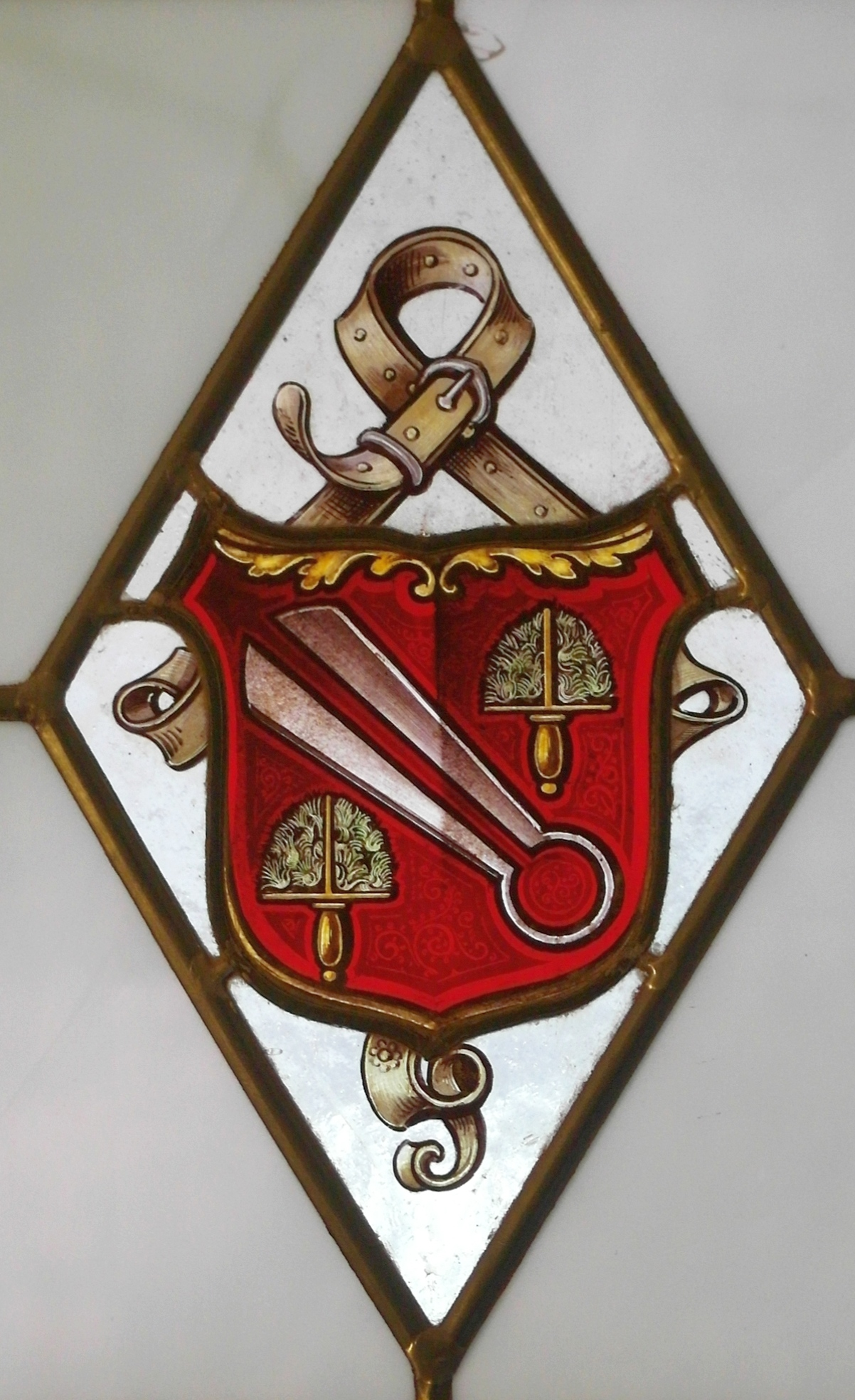
Zunftzeichen der Tuchmacher mit 2 handgeführten Kratzen (Rauherkratze oder Kardierbürste), bestückt mit Weber-Karden, mittig eine und Tuchschere zum Scheren des Faserflors

Der in Aachen getätigte Handel mit flandrischen Tuchen beförderte dort auch die Tuch- und Nadel-Manufaktur. Seit dem 17. Jahrhundert kam ein zweites Metallprodukt, nämlich die Kratzen hinzu. Zuvor wurden zahlreiche Fruchtstände der Kardendistel längs durchbohrt und in einer Achse rotierend neben- und hintereinander auf einem Gerät montiert, das über den Wollstoff geführt wurde, wobei Teile von dessen Fäden durch die dornenförmigen, aber elastischen Spitzen des getrockneten Fruchtstandes herausgezupft werden und einen Flor bilden. Nach einigem Gebrauch sind die Spitzen der Dornen abgenutzt und die Fruchtstände müssen ersetzt werden. Die natürlichen Dornen wurden allmählich durch einen Draht aus Messing, Eisen und Stahl ersetzt. Für die Qualität der Kratzen sorgte die Nachrichtung und Schleifung der Kratzenzähne in der Appretur. Dies war die Facharbeit der Reguleure. Die Tätigkeit in der Schleiferei war bis zur Einführung einer Staubabsauganlage lebensgefährlich. Die Lederriemen wurden überwiegend von Gerbereien in Belgien angefertigt. Ambrosius Dubusc’s Maschine stellte den Beginn der Produktions-Mechanisierung dar. Anfang des 19. Jahrhunderts entwickelte Johann Uhle in Aachen eine Kratzensetzmaschine, welche den manuellen Einsatz der Metalldrähte automatisierte. Die Herstellung der Kratzendrähte im 19. Jahrhundert geschah nach englischem Vorbild.
Die nadelbestückten Lederband-Kratzen waren bis ins 20. Jahrhundert ein spezielles Produkt der Aachener Metallindustrie. 1912 existierten in Aachen noch sieben Kratzenfabriken. Die älteste Aachener Kratzenmanufaktur war die im Wylre’schen Hof der Familie Heusch tätige Firma: August Heusch & Söhne, die letzte, Firma Eduard Schwartz GmbH, schloss Ende der 1980er Jahre. 1989 lautete die Artikelbeschreibung: "Rauhband, 22,5 mm breit, Rundband in 3-fach Stoff mit Moosgummiplatte."
Die traditionsreichste dieser Firmen war die Aachener Kratzenfabrik Cassalette, die 1822 von Peter Joseph Cassalette gegründet wurde und über drei Generationen in Familienbesitz verblieb. Das ehemalige Palais dieser Familie, die Villa Cassalette, zeugt heute noch vom Erfolg dieses Industriezweiges.

## Kratzenrauhmaschinen

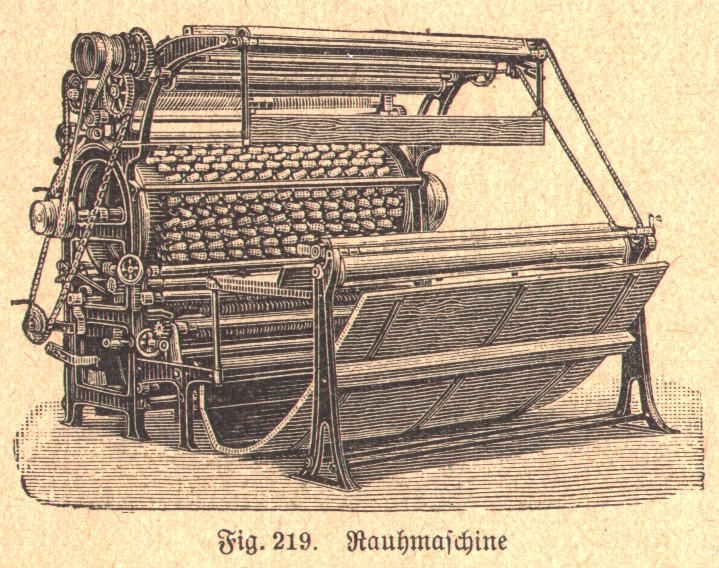
Rauhmaschine um 1900 mit Kratzwalzen, die der Weberkarde nachempfunden sind.

Nach ähnlichem Prinzip aber für die spätere Bearbeitung ganzer Stoffbahnen geplant, wurde 1886 unter anderem in Sachsen durch die Firma Gematex aus Aue eine Universal-Rauhmaschine entwickelt, die mit 24 rotierenden Rauhwalzen bestückt war. Diese Erfindung bildet die Grundlage aller heute existierenden Tambourrauhmaschinen. Unter „Tambour“ sind langgestreckte Rollen zu verstehen, die um ihre Längsachse rotieren. Besonders erfolgreich vermarktete sich die verbesserte Variante, die riemenlose Kugellager-Kratzenrauhmaschine. Diese Kratzenrauhmaschinen (engl. cloth-raising machine) dienten als Textilveredelungsmaschine zum Aufrauen der Oberfläche einer durchlaufenden Textilgewebebahn mit Hilfe von Kratzwalzen, die jetzt allerdings mit Bürsten statt mit Nadeln belegt waren. Um ein Zusetzen der Kratzwalzen mit Faserresten zu vermeiden, wurden diese kontinuierlich mit Ausputzwalzen gereinigt.

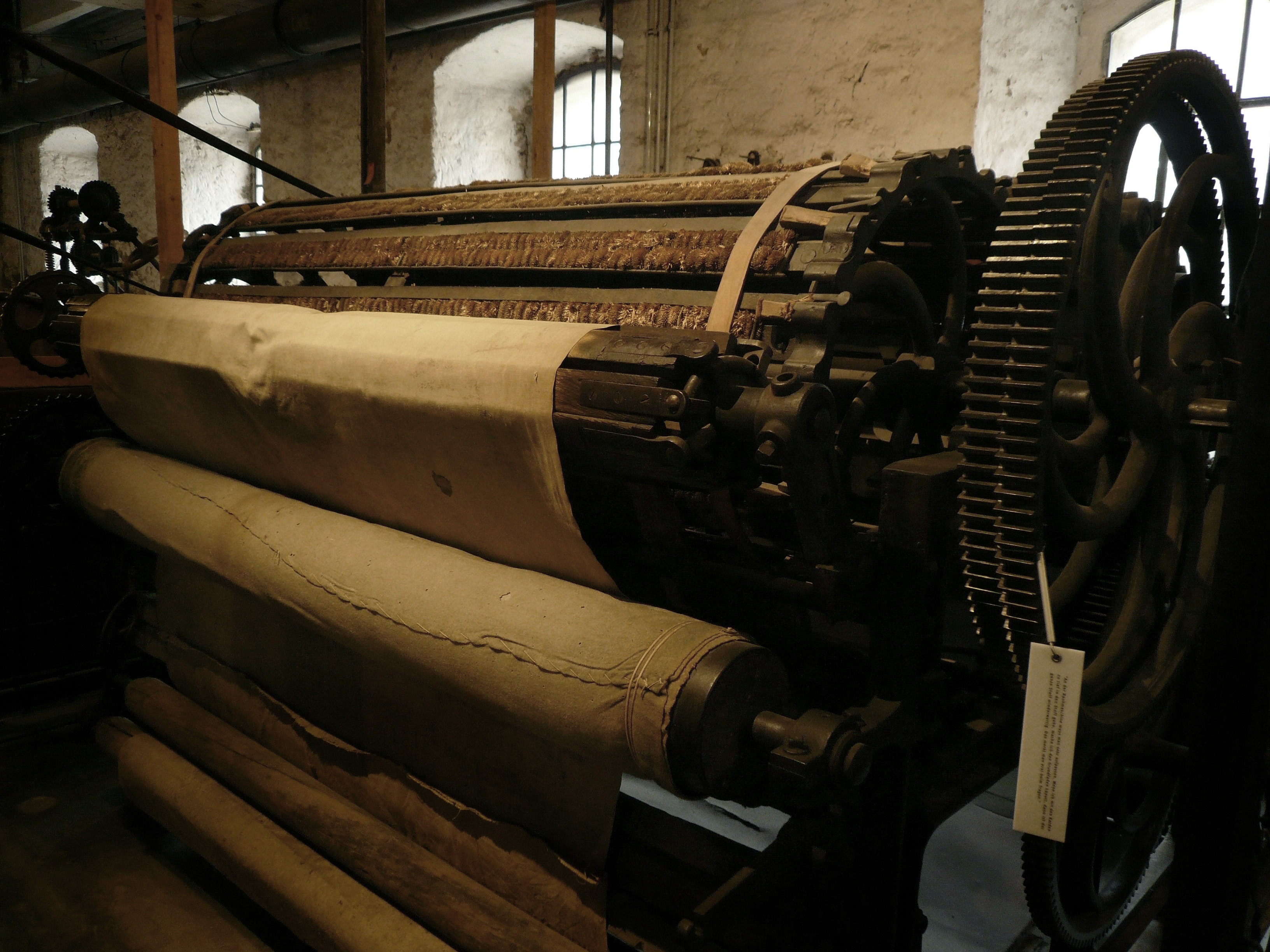
Raumaschine von 1928 der Fa. Ernst Gessner, Aue/A. Moser & Cie, Aachen, besetzt mit echten Kardendisteln

## Liste gerauhter Gewebearten
- Barchent
- Biber
- Flanell
- Moleskin (Englischleder)
- Molton
- Velveton